# Elecciones locales de Bogotá de 2019
Las elecciones locales de Bogotá de 2019 se llevaron a cabo el domingo 27 de octubre de 2019 en la ciudad de Bogotá, donde fueron elegidos los siguientes cargos que tomarán posesión el 1 de enero de 2020 para un período de cuatro años:
- Alcalde Mayor.
- Los 45 miembros del Concejo Distrital.
- Los miembros de las Juntas administradoras locales de las 20 localidades de la ciudad (entre 7,9 o 11 por localidad, según su población).

## Legislación
Según la Constitución de Colombia, pueden ejercer su derecho a sufragio los ciudadanos mayores 18 años de edad que no hagan parte de la Fuerza Pública, no estén en un proceso de interdicción, y que no hayan sido condenados. Las personas que se encuentran en centros de reclusión, tales como cárceles o reformatorios, podrán votar en los establecimientos que determine la Registraduría Nacional. La inscripción en el registro civil no es automática, el ciudadano debe dirigirse a la sede regional de la Registraduría para inscribir su identificación personal en un puesto de votación.
La Ley 136 de 1994 establece que para ser elegido alcalde se requiere ser ciudadano colombiano en ejercicio y haber nacido o ser residente del respectivo municipio o de la correspondiente área metropolitana durante un año anterior a la fecha de inscripción o durante un período mínimo de tres años consecutivos en cualquier época. El alcalde se elige por mayoría simple, sin tener en cuenta la diferencia de votos con relación a quien obtenga el segundo lugar. Sin embargo, actualmente se encuentra en trámite en el Congreso de la República un proyecto de reforma constitucional que establece la segunda vuelta para la elección del mandatario de la ciudad.
Está prohibido para los funcionarios públicos del Distrito difundir propaganda electoral a favor o en contra de cualquier partido, agrupación o movimiento político, a través de publicaciones, estaciones de televisión y de radio o imprenta pública, según la Constitución y la Ley Estatutaria de Garantías Electorales. También les está expresamente prohibido acosar, presionar, o determinar, en cualquier forma, a subalternos para que respalden alguna causa, campaña o controversia política.
Los organismos encargados de velar administrativamente por el evento son la Registraduría Nacional del Estado Civil y el Consejo Nacional Electoral.

### Voto en blanco
De acuerdo con la sentencia C-490 de 2011 de la Corte Constitucional de Colombia, que declaró la exequibilidad de la Ley 1475 (Reforma Política), el voto en blanco es «una expresión política de disentimiento, abstención o inconformidad, con efectos políticos» y agrega que «el voto en blanco constituye una valiosa expresión del disenso a través del cual se promueve la protección de la libertad del elector. Como consecuencia de este reconocimiento la Constitución le adscribe una incidencia decisiva en procesos electorales orientados a proveer cargos unipersonales y de corporaciones públicas de elección popular».

De acuerdo con el artículo 9 del Acto Legislativo 01 de 2009, en caso de victoria del voto en blanco, 
"Deberá repetirse por una sola vez la votación para elegir miembros de una corporación pública, gobernador, alcalde o la primera vuelta en las elecciones presidenciales, cuando el total de los votos válidos, los votos en blanco constituyan la mayoría. Tratándose de elecciones unipersonales no podrán presentarse los mismos candidatos, mientras que en las corporaciones públicas no se podrán presentar a las nuevas elecciones las listas que no hayan alcanzado el umbral". 
Según lo anterior, si en la repetición de las votaciones llegara a ganar nuevamente el voto en blanco, quedaría como ganador el candidato que alcanzó la mayoría de votos válidos en el certamen electoral. Por lo cual, se elegirá el segundo puesto en votos. La Corte Constitucional, en sentencia C-490 de 2011 declaró inexequible la norma de la Reforma Política que ordenaba repetir elecciones «cuando el voto en blanco obtenga más votos que el candidato o lista que haya sacado la mayor votación» y en consecuencia la mayoría necesaria para repetir la elección es mayoría absoluta, es decir el 50% más 1 de los votos válidos, y no mayoría simple.

## Alcaldía Mayor
El 27 de octubre de 2019 fue elegida alcaldesa de la ciudad Claudia López, cuyo mandato comenzará el 1 de enero de 2020 y finalizará el 31 de diciembre de 2023, siendo la primera mujer en llegar a la alcaldía por voto popular en la historia. De 5.850.035 votos potenciales, 3.219.343 participaron, recibiendo Claudia 1.108.541 votos (35,21%), siendo la candidata más votada de todos los comicios, mientras que su rival más cercano, Carlos Galán obtuvo 1.022.362 votos (32,48%), teniendo una ínfima diferencia en número de votos, en tercer lugar Hollman Morris con 440.591 votos (13,99%), y por último Miguel Uribe con 426.982 votos (13,56%), teniendo un empate técnico con Hollman Morris.
En su discurso, la alcaldesa electa Claudia López, celebró su victoria, reivindicando a la niñez, a la juventud, a las mujeres y a las familias, "Hoy es el día de las familias hechas a pulso, como la suya, como la mía". Se refirió a la unión como fuerza para llegar a la meta de la alcaldía de Bogotá, agradeció a la ciudadanía por poner su confianza en ella, a sus contendores a quienes exaltó como extraordinarios ciudadanos y líderes, a su madre y a su pareja Angélica Lozano; para los dirigentes de los partidos Alianza Verde y Polo Democrático Alternativo, quienes la apoyaron en su campaña; a los exalcaldes Antanas Mockus y Luis Eduardo Garzón, al senador Jorge Robledo, a Antonio Navarro y a Sergio Fajardo, entre otros. Aseguró  que va a unir a Bogotá, va ha hacer un gobierno para todos; "Bogotá no queda herida ni dividida, escogió una historia de vida, una trayectoria y un tipo de liderazgo para gobernar para el bien de todos y todas". Envió un mensaje al actual y saliente alcalde de Bogotá Enrique Peñalosa al indicar que tiene la humildad de reconocer y continuar lo que va bien y corregir lo que está mal, dejando claro que la ciudad votó por un cambio profundo en muchas políticas actuales; "Hoy Bogotá votó por un transporte  basado en metro, metro y más metro, no en TransMilenio. Un sistema multimodal que además de sacarnos del trancón nos saque de la contaminación. Hoy Bogotá votó para recuperar su seguridad, derrotar la impunidad, para que la Alcaldía vuelva a escuchar a la ciudadanía con respeto. Hoy Bogotá votó para que se respeten la Reserva Thomas van der Hammen, los humedales y los páramos". También consideró que su triunfo es una derrota a las castas políticas y a los barones electorales tradicionales; "Hoy Bogotá eligió por primera vez en su historia, pero no será la última, a una mujer,  hija de una maestra y un boyacense humildes. Hoy, una mujer humilde y diversa gana por primera vez el segundo cargo de elección popular más importante del país". Dadas sus condiciones de mujer y de ser abiertamente homosexual, afirmó que en Bogotá gracias al voto, se vencieron al machismo y la homofobia.
Enrique Peñalosa por su parte felicitó a la alcaldesa electa mediante un mensaje; "Por el bien de Bogota y de todos sus ciudadanos, deseo a Claudia López lo mejor en su gestión como alcaldesa" y anunció que está preparado para hacer el empalme con el nuevo gobierno. Miguel Uribe fue el primero en pronunciarse tras conocer sus resultados aceptando su derrota; "Felicito a Claudia López y le deseo éxitos; le pido que asuma la responsabilidad de terminar lo que con tanto esfuerzo, hicimos posible. Uno gana para un sector, pero gobierna para todos. Por su parte, al reconocer su derrota, Carlos Fernando Galán acepta lo informado por la registraduría y que Bogotá tiene una nueva alcaldesa; “Claudia, felicitaciones por haber ganado esta Alcaldía”, exaltó el candidato independiente. Según dijo, Claudia López es una “contendora admirable” y su principal reto será unir a Bogotá a partir de ahora; “Reitero mi propósito de contribuir a la reconciliación de nuestra ciudad, tenemos que lograr esa reconciliación y yo estoy listo para trabajar por esa reconciliación”.

### Candidatos
|  | Candidato | Candidato                                                                    | Partido o movimiento | Cargos públicos |
|  | --------- | ---------------------------------------------------------------------------- | --- | --- |
|  |           | Carlos Fernando Galán (42 años) Internacionalista Lema: Bogotá para la gente | G.S.C Bogotá Para La Gente | Concejal de Bogotá (2008-2011) Secretario de Transparencia (2012-2013) Senador de la República (2014-2018)                     |
|  |           | Claudia López (49 años) Politóloga Lema: ¡De una!                            | Partido Alianza Verde Partido Polo Democrático Alternativo                                                                                               | Secretaria de Acción Social de Bogotá (1998-2000) Alcaldesa Local de Santa Fe (2001-2004) Senadora de la República (2014-2018) |
|  |           | Hollman Morris (50 años) Periodista Lema: A un metro del futuro              | Partido Unión Patriótica Movimiento Colombia Humana Movimiento Alternativo Indígena y Social                                                             | Gerente de Canal Capital (2012-2014) Concejal de Bogotá (2016-2019)                                                            |
|  |           | Miguel Uribe Turbay (33 años) Abogado Lema: Avancemos                        | G.S.C Avancemos Partido Político MIRA Partido Liberal Colombiano Partido Centro Democrático Partido Colombia Justa Libres Partido Conservador Colombiano | Concejal de Bogotá (2012-2015) Presidente del Concejo de Bogotá (2014-2015) Secretario de Gobierno de Bogotá (2016-2018)       |

### Encuestas
Encuestas previas a la oficialización de las candidaturas.
| Fecha        | Encuestador   | Opción              | Opción             | Opción        | Opción     | Opción         | Opción             | Opción       | Opción         | Opción      | Opción              | Opción         | Opción  | Opción           | Opción          | Opción | Estadísticas | Estadísticas           |
| Carlos Galán | Angela Garzón | Luis Eduardo Garzón | Luis Ernesto Gómez | Claudia López | David Luna | Hollman Morris | María Andrea Nieto | Celio Nieves | Ángela Robledo | Jorge Rojas | Miguel Uribe Turbay | Voto en blanco | Ninguno | Indeciso (Ns/Nr) | Margen de error | Fuente |              |                        |
| ------------ | ------------- | ------------------- | ------------------ | ------------- | ---------- | -------------- | ------------------ | ------------ | -------------- | ----------- | ------------------- | -------------- | ------- | ---------------- | --------------- | ------ | ------------ | ---------------------- |
| 06/11/2018   | Guarumo*      | 4.5%                | 2.8%               | -             | -          | 21.7%          | 3.4%               | 2.4%         | 1.8%           | -           | 7.2%                | 1.0%           | 3.1%    | -                | -               | 32.1%  | 4.0%         | La W                   |
| 23/01/2019   | CNC*          | 12.0%               | 4.0%               | -             | -          | 22.0%          | 3.0%               | 5.0%         | -              | 0%          | -                   | 0%             | 2.0%    | -                | 21.0%           | 7.0%   | 4.0%         | CM&                    |
| 17/04/2019   | CNC           | 9%                  | 2.0%               | 4.0%          | 1.0%       | 47.0%          | -                  | 5.0%         | 0%             | 1.0%        | -                   | 1.0%           | 5.0%    | -                | 18.0%           | 7.0%   | 3.4%         | CM&                    |
| 05/05/2019   | Invamer       | 16.1%               | 8.2%               | 8.8%          | 1.5%       | 45.9%          | -                  | 5.0%         | 0.2%           | 0.6%        | 3.2%                | 1.7%           | 5.2%    | 3.6%             | -               | -      | 5.2%         | Blu - Semana - Caracol |
| 22/05/2019   | Guarumo       | 10.3%               | 4.9%               | 3.4%          | 0.3%       | 26.4%          | -                  | 2.9%         | 2.6%           | 2.0%        | 7.0%                | 0.9%           | 7.0%    | 25.1%            | -               | 7.0%   | 4.2%         | Guarumo                |
| 14/06/2019   | CNC           | 19.0%               | 3.0%               | 5.0%          | -          | 32.0%          | -                  | 3.0%         | -              | -           | -                   | -              | 5.0%    | 6.0%             | 15.0%           | 9.0%   | 3.9%         | CM&                    |
| 08/07/2019   | T&SE          | 9.2%                | 4.8%               | 4.3%          | 1.9%       | 35.1%          | -                  | 3.6%         | 0.8%           | 1.0%        | -                   | 2.0%           | 3.0%    | 28.7%            | -               | -      | 5.0%         | T&SE                   |
| 15/07/2019   | Guarumo       | 12.7%               | 6.0%               | -             | 2.7%       | 26.2%          | -                  | 6.0%         | 2.2%           | 0.1%        | -                   | 0.3%           | 9.7%    | 19.5%            | -               | 14.6%  | 3.3%         | Guarumo                |

Encuestas posteriores a la oficialización de las candidaturas.
| Fecha                 | Encuestador           | Candidato por el que votaría | Candidato por el que votaría | Candidato por el que votaría | Candidato por el que votaría | Candidato por el que votaría | Candidato por el que votaría | Candidato por el que votaría | Estadísticas | Estadísticas                           |
| Carlos Fernando Galán | Claudia López         | Hollman Morris               | Miguel Uribe Turbay          | Voto en blanco               | Ninguno                      | Indeciso (Ns/Nr)             | Margen de error              | Fuente                       |              |                                        |
| --------------------- | --------------------- | ---------------------------- | ---------------------------- | ---------------------------- | ---------------------------- | ---------------------------- | ---------------------------- | ---------------------------- | ------------ | -------------------------------------- |
| 01/08/2019            | Yanhaas               | 16.0%                        | 42.0%                        | 7.0%                         | 10.0%                        | 22.0%                        | -                            | 3.0%                         | 4.0%         | RCN Radio - La FM - La República       |
| 06/08/2019            | Datexco               | 22.0%                        | 33.9%                        | 6.1%                         | 8.6%                         | -                            | -                            | 29.4%                        | 2.1%         | La W                                   |
| 08/08/2019            | Guarumo               | 17.2%                        | 28.2%                        | 11.7%                        | 14.4%                        | 24.9%                        | -                            | 3.7%                         | 2.5%         | El Tiempo                              |
| 22/08/2019            | Los Mosqueteros       | 16.8%                        | 25.8%                        | 8.2%                         | 7.9%                         | 17.8%                        | -                            | 23.5%                        | 2.9%         | La W                                   |
| 23/08/2019            | CNC                   | 24.0%                        | 40.0%                        | 11.0%                        | 13.0%                        | 6.0%                         | 4.0%                         | 2.0%                         | 3.6%         | CM&                                    |
| 02/09/2019            | Guarumo               | 17.8%                        | 24.8%                        | 12.1%                        | 17.5%                        | 20.5%                        | -                            | 7.3%                         | 3.7%         | El Tiempo                              |
| 06/09/2019            | Invamer               | 22.8%                        | 36.6%                        | 13.7%                        | 22.3%                        | 4.6%                         | -                            | -                            | 5.9%         | Blu Radio                              |
| 09/09/2019            | Datexco               | 25.0%                        | 31.7%                        | 12.8%                        | 10.6%                        | 7.5%                         | -                            | 12.4%                        | 3.7%         | La W                                   |
| 10/09/2019            | CNC                   | 23.0%                        | 34.0%                        | 9.0%                         | 16.0%                        | 9.0%                         | 4.0%                         | 5.0%                         | 3.7%         | CM&                                    |
| 24/09/2019            | Los Mosqueteros       | 24.7%                        | 25.3%                        | 21.8%                        | 15.2%                        | 4.5%                         | -                            | 8.5%                         | 2.8%         | La W                                   |
| 26/09/2019            | Yanhaas               | 31.0%                        | 24.6%                        | 9.6%                         | 12.9%                        | 16.1%                        | -                            | 5.8%                         | 4.0%         | RCN Radio - La FM - La República Radio |
| 29/09/2019            | Guarumo               | 25.7%                        | 25.8%                        | 13.6%                        | 20.6%                        | 9.3%                         | -                            | 11.0%                        | 3.3%         | El Tiempo                              |
| 03/10/2019            | CNC                   | 34.0%                        | 26.0%                        | 12.0%                        | 13.0%                        | 9.0%                         | 3.0%                         | 3.0%                         | 3.4%         | CM&                                    |
| 07/10/2019            | Datexco               | 35.2%                        | 23.5%                        | 11.9%                        | 16.1%                        | 13.2%                        | -                            | 17.1%                        | 3.7%         | La W                                   |
| 10/10/2019            | Invamer               | 34.3%                        | 31.2%                        | 10.8%                        | 18.3%                        | 5.4%                         | -                            | -                            | 4.0%         | Caracol                                |
| 11/10/2019            | Los Mosqueteros       | 29.1%                        | 23.2%                        | 22.6%                        | 14.1%                        | 6.8%                         | -                            | 4.2%                         | 2.5%         | La W                                   |
| 15/10/2019            | Gauss de Colombia SAS | 22.9%                        | 24.4%                        | 23.4%                        | 10.7%                        | 11.0%                        | -                            | 7.6%                         | 2.7%         | Publimetro                             |
| 16/10/2019            | CNC                   | 32.0%                        | 31.0%                        | 9.0%                         | 13.0%                        | 6.0%                         | 4.0%                         | 5.0%                         | 3.3%         | CM&                                    |
| 18/10/2019            | T&SE                  | 22.3%                        | 22.1%                        | 14.4%                        | 14.6%                        | 15.9%                        | -                            | 10.6%                        | 5.0%         | El Tiempo                              |
| 23/10/2019            | Guarumo               | 30.5%                        | 24.8%                        | 12.2%                        | 24.1%                        | 6.5%                         | -                            | 1.9%                         | 3.3%         | El Tiempo y La W                       |
| 24/10/2019            | Invamer               | 35.2%                        | 31.2%                        | 14.6%                        | 14.3%                        | 4.7%                         | -                            | -                            | 5.2%         | Blu - Semana - Caracol                 |
| 25/10/2019            | YanHaas               | 34.0%                        | 24.6%                        | 13.5%                        | 9.9%                         | 13.0%                        | -                            | 5.0%                         | 4.0%         | RCN Radio                              |
| 25/10/2019            | Los Mosqueteros       | 26.4%                        | 20.4%                        | 21.2%                        | 14.2%                        | 9.3%                         | -                            | 8.5%                         | 2.6%         | Publimetro                             |

### Resultados
|  | 35.21 % |

|  | 32.48 % |

|  | 13.99 % |

|  | 13.56 % |

|  | 4.72 % |

|  | 1.40 % |

|  | 0.82 % |

### Resultados por localidad

Candidato más votado por localidad:
Claudia López Hernández
Carlos Fernando Galán

| 01            | Usaquén            | 75 455  | 105 245 | 13 733 | 45 830 |
| 02            | Chapinero          | 29 622  | 33 490  | 5 632  | 15 412 |
| 03            | Santa Fe           | 16 263  | 12 306  | 7 843  | 5 757  |
| 04            | San Cristóbal      | 52 225  | 41 089  | 30 759 | 15 889 |
| 05            | Usme               | 36 423  | 32 772  | 29 256 | 13 208 |
| 06            | Tunjuelito         | 29 931  | 25 109  | 15 229 | 9 705  |
| 07            | Bosa               | 77 388  | 61 381  | 46 944 | 26 969 |
| 08            | Kennedy            | 143 401 | 121 279 | 60 245 | 47 262 |
| 09            | Fontibón           | 60 180  | 55 701  | 17 245 | 20 990 |
| 10            | Engativá           | 136 024 | 113 509 | 40 323 | 47 822 |
| 11            | Suba               | 156 055 | 162 459 | 40 932 | 68 189 |
| 12            | Barrios Unidos     | 30 959  | 31 800  | 7 692  | 14 843 |
| 13            | Teusaquillo        | 56 637  | 46 263  | 14 790 | 18 398 |
| 14            | Los Mártires       | 14 242  | 15 315  | 5 944  | 6 759  |
| 15            | Antonio Nariño     | 21 539  | 18 903  | 8 912  | 9 106  |
| 16            | Puente Aranda      | 47 527  | 43 566  | 16 141 | 17 664 |
| 17            | La Candelaria      | 8 407   | 6 710   | 4 106  | 2 902  |
| 18            | Rafael Uribe Uribe | 49 475  | 41 030  | 27 161 | 16 584 |
| 19            | Ciudad Bolívar     | 66 658  | 54 339  | 45 461 | 23 184 |
| 20            | Sumapaz            | 951     | 608     | 742    | 152    |
| Fuente: Pulzo |                    |         |         |        |        |

## Concejo Distrital
Para asignar las curules del Concejo Distrital se utiliza el método de la cifra repartidora. La votación para la conformación de este órgano arrojó los siguientes resultados:
|  | 19.80 % |

|  | 11.53 % |

|  | 9.08 % |

|  | 8.19 % |

|  | 6.66 % |

|  | 6.56 % |

|  | 3.76 % |

|  | 3.55 % |

|  | 3.53 % |

|  | 3.17 % |

|  | 2.79 % |

|  | 0.89 % |

|  | 0.87 % |

|  | 0.54 % |

|  | 0.44 % |

|  | 0.24 % |

|  | 16.46 % |

|  | 3.49 % |

|  | 4.69 % |

     – Partidos que no superaron el umbral (47 526 votos).

### Concejales electos
| Concejal Electo                   | Partido                      | Votos   |
| --------------------------------- | ---------------------------- | ------- |
| Diego Andrés Cancino Martínez     | Partido Alianza Verde        | 34 964  |
| Edward Aníbal Arias Rubio         | Partido Alianza Verde        | 34 619  |
| Julián David Rodríguez Sastoque   | Partido Alianza Verde        | 28 669  |
| Andrea Padilla Villarraga         | Partido Alianza Verde        | 23 925  |
| Diego Guillermo Laserna Arias     | Partido Alianza Verde        | 18 379  |
| Martín Rivera Alzate              | Partido Alianza Verde        | 16 702  |
| María Clara Name Ramírez          | Partido Alianza Verde        | 16 117  |
| María Fernanda Rojas Mantilla     | Partido Alianza Verde        | 15 659  |
| Julián Espinosa Ortiz             | Partido Alianza Verde        | 14 923  |
| Andrés Darío Onzaga Niño          | Partido Alianza Verde        | 12 670  |
| Luis Carlos Leal Angarita         | Partido Alianza Verde        | 11 913  |
| Dora Lucía Bastidas Ubate         | Partido Alianza Verde        | 11 578  |
| Sara Jimena Castellanos Rodríguez | Partido Liberal              | 36 020  |
| Samir José Abisambra Vesga        | Partido Liberal              | 35 351  |
| María Victoria Vargas Silva       | Partido Liberal              | 30 162  |
| Germán Augusto García Maya        | Partido Liberal              | 27 260  |
| Luz Marina Gordillo Salinas       | Partido Liberal              | 22 847  |
| Álvaro Acevedo Leguizamón         | Partido Liberal              | 21 162  |
| Armando Gutiérrez González        | Partido Liberal              | 17 395  |
| Andrés Eduardo Forero Molina      | Partido Centro Democrático   | 32 052  |
| Oscar Jaime Ramírez Vahos         | Partido Centro Democrático   | 17 602  |
| Diana Marcela Diago Guáqueta      | Partido Centro Democrático   | 12 904  |
| Jorge Luis Colmenares Escobar     | Partido Centro Democrático   | 10 056  |
| Humberto Rafael Amín Martelo      | Partido Centro Democrático   | 9 897   |
| Yefer Yesid Vega Bobadilla        | Partido Cambio Radical       | 32 892  |
| Rolando González García           | Partido Cambio Radical       | 31 994  |
| Adriana Carolina Arbelaez Giraldo | Partido Cambio Radical       | 29 591  |
| Pedro Julián López Sierra         | Partido Cambio Radical       | 23 391  |
| Carlos Alberto Carrillo Arenas    | Polo Democrático Alternativo | 32 022  |
| Manuel José Sarmiento Argüello    | Polo Democrático Alternativo | 22 105  |
| Segundo Celio Nieves Herrera      | Polo Democrático Alternativo | 18 655  |
| Álvaro José Argote Muñoz          | Polo Democrático Alternativo | 11 898  |
| Ana Teresa Bernal Montañez        | Colombia Humana              | 188 804 |
| Heidy Lorena Sánchez Barreto      | Colombia Humana              | 188 804 |
| Ati Seygundiba Quigua Izquierdo   | Colombia Humana              | 188 804 |
| Maria Susana Muhamad González     | Colombia Humana              | 188 804 |
| Juan Javier Baena Merlano         | Bogotá Para La Gente         | 13 852  |
| Marisol Gómez Giraldo             | Bogotá Para La Gente         | 12 451  |
| Carlos Fernando Galán Pachón      | Bogotá Para La Gente         | [ n 2 ] |
| Gloria Elsy Díaz Martínez         | Partido Conservador          | 22 538  |
| Nelson Enrique Cubides Salazar    | Partido Conservador          | 17 630  |
| Emel Rojas Castillo               | Colombia Justa Libres        | 101 604 |
| Marco Fidel Acosta Rico           | Colombia Justa Libres        | 101 604 |
| Fabián Andrés Puentes Sierra      | Partido Político MIRA        | 23 400  |
| Rubén Darío Torrado Pacheco       | Partido de Unidad Nacional   | 23 060  |

## Juntas Administrativas Locales (Ediles)
|  | 13,63 % |

|  | 8,69 % |

|  | 7,86 % |

|  | 7,39 % |

|  | 5,68 % |

|  | 4,20 % |

|  | 3.12 % |

|  | 3,01 % |

|  | 2.88 % |

|  | 1,99 % |

|  | 0,64 % |

|  | 0,35 % |

|  | 0,31 % |

|  | 0,30 % |

|  | 0,12 % |

|  | 0,03 % |

|  | 0,01 % |

|  | 16.92 % |

|  | 2.96 % |

|  | 3.39 % |

| Partido o Coalición                                                                                     | Ediles por localidad | Ediles por localidad | Ediles por localidad | Ediles por localidad | Ediles por localidad | Ediles por localidad | Ediles por localidad | Ediles por localidad | Ediles por localidad | Ediles por localidad | Ediles por localidad | Ediles por localidad | Ediles por localidad | Ediles por localidad | Ediles por localidad | Ediles por localidad | Ediles por localidad | Ediles por localidad | Ediles por localidad | Ediles por localidad |
| Partido o Coalición                                                                                     | USA                  | CHA                  | SFE                  | SCR                  | USM                  | TUN                  | BOS                  | KEN                  | FON                  | ENG                  | SUB                  | BUN                  | TEU                  | LMA                  | ANA                  | PAR                  | LCA                  | RUU                  | CBO                  | SUM                  |
| --- | -------------------- | -------------------- | -------------------- | -------------------- | -------------------- | -------------------- | -------------------- | -------------------- | -------------------- | -------------------- | -------------------- | -------------------- | -------------------- | -------------------- | -------------------- | -------------------- | -------------------- | -------------------- | -------------------- | -------------------- |
| Alianza Verde                                                                                           | 4                    | 3                    | 2                    | 3                    | 1                    | 3                    | 2                    | 3                    | 3                    | 3                    | 4                    | 2                    | 3                    | 2                    | 2                    | 3                    | 2                    | 3                    | 3                    | 1                    |
| Liberal Colombiano                                                                                      | 1                    | 1                    | 3                    | 3                    | 2                    | 2                    | 2                    | 2                    | 2                    | 2                    | 2                    | 2                    | 1                    | 2                    | 1                    | 1                    | 2                    | 3                    | 2                    | 2                    |
| Colombia Humana                                                                                         | 1                    | 0                    | 1                    | 0                    | 2                    | 1                    | 2                    | 3                    | 1                    | 1                    | 2                    | 1                    | 1                    | 1                    | 0                    | 1                    | 1                    | 2                    | 2                    | 2                    |
| Centro Democrático                                                                                      | 3                    | 2                    | 1                    | 1                    | 1                    | 1                    | 1                    | 1                    | 1                    | 1                    | 2                    | 2                    | 2                    | 1                    | 1                    | 1                    | 1                    | 1                    | 1                    | 0                    |
| Cambio Radical                                                                                          | 1                    | 0                    | 0                    | 1                    | 1                    | 1                    | 1                    | 1                    | 1                    | 1                    | 1                    | 1                    | 0                    | 1                    | 1                    | 1                    | 1                    | 1                    | 1                    | 0                    |
| Polo Democrático                                                                                        | 0                    | 0                    | 0                    | 1                    | 0                    | 0                    | 1                    | 1                    | 1                    | 1                    | 0                    | 0                    | 1                    | 0                    | 0                    | 1                    | 0                    | 1                    | 1                    | 2                    |
| Unidad Nacional                                                                                         | 0                    | 0                    | 0                    | 1                    | 1                    | 1                    | 0                    | 0                    | 0                    | 0                    | 0                    | 0                    | 0                    | 0                    | 0                    | 1                    | 0                    | 0                    | 1                    | 0                    |
| Conservador Colombiano                                                                                  | 0                    | 0                    | 0                    | 1                    | 1                    | 0                    | 0                    | 0                    | 0                    | 0                    | 0                    | 0                    | 0                    | 0                    | 0                    | 1                    | 0                    | 0                    | 0                    | 0                    |
| G.S.C. Bogotá Para La Gente                                                                             | 1                    | 0                    | 0                    | 0                    | 0                    | 0                    | 0                    | 0                    | 0                    | 0                    | 0                    | 0                    | 1                    | 0                    | 0                    | 0                    | 0                    | 0                    | 0                    | 0                    |
| MIRA | 0                    | 0                    | 0                    | 0                    | 0                    | 0                    | 0                    | 0                    | 0                    | 1                    | 0                    | 0                    | 0                    | 0                    | 0                    | 0                    | 0                    | 0                    | 0                    | 0                    |
| Colombia Justa Libres                                                                                   | 0                    | 0                    | 0                    | 0                    | 0                    | 0                    | 0                    | 0                    | 0                    | 1                    | 0                    | 0                    | 0                    | 0                    | 0                    | 1                    | 0                    | 0                    | 0                    | 0                    |
| Colombia Humana - Polo Democrático                                                                      | 0                    | 1                    | 0                    | 0                    | 0                    | 0                    | 0                    | 0                    | 0                    | 0                    | 0                    | 0                    | 0                    | 0                    | 1                    | 0                    | 0                    | 0                    | 0                    | 0                    |
| Conservador Colombiano - MIRA                                                                           | 0                    | 0                    | 0                    | 0                    | 0                    | 0                    | 0                    | 0                    | 0                    | 0                    | 0                    | 1                    | 0                    | 0                    | 1                    | 0                    | 0                    | 0                    | 0                    | 0                    |
| Total                                                                                                   | 11                   | 7                    | 7                    | 11                   | 9                    | 9                    | 9                    | 11                   | 9                    | 11                   | 11                   | 9                    | 9                    | 7                    | 7                    | 11                   | 7                    | 11                   | 11                   | 7                    |
| Fuente: Registraduría Nacional del Estado Civil Archivado el 8 de diciembre de 2019 en Wayback Machine. |                      |                      |                      |                      |                      |                      |                      |                      |                      |                      |                      |                      |                      |                      |                      |                      |                      |                      |                      |                      |